# Winter (canción)
«Winter» es una canción de la música y cantautora estadounidense Tori Amos, lanzada como cuarto sencillo de su álbum debut, Little earthquakes, en 1992. La canción es sobre la relación de Amos con su padre, que es un ministro cristiano.